# Jeu de Cuivre (Lijnschooten)
Jeu de Cuivre is een compositie voor fanfareorkest van de Nederlandse componist Henk van Lijnschooten. Deze werd in opdracht van de Stichting Overkoepeling Nederlandse Muziekorganisaties (S.O.N.M.O.) geschreven.